# باستان‌شناسی خلیج فارس در دوره اشکانی و ساسانی
باستان‌شناسی خلیج فارس در دوره اشکانی و ساسانی کتابی از علیرضا خسروزاده (استادیار دانشگاه شهرکرد) است که به بررسی‌ها، کاوش‌ها، و تحقیقات باستان‌شناسان در پهنه‌های شمالی و جنوبی خلیج فارس در دو دوره تاریخ ایران یعنی دوره اشکانی و ساسانی می‌پردازد. بخشی از این کتاب در دورهٔ ششم جشنوارهٔ فارابی به‌عنوان اثر برگزیده معرفی شد.

## نقد
سرور خراشادی نقد مفصلی بر این کتاب نوشته و به نقاط ضعف کتاب در ویراستاری ادبی، انسجام و نظم منطقی بین فصلی و درون فصلی مطالب، مطول بودن عناوین برخی فصل‌ها، تناسب و هماهنگی نداشتن عنوان با محتوا در برخی فصل‌ها، نبود توازن در پرداختن به پیشینه پژوهش‌های کرانه‌های شمالی و جنوبی خلیج فارس ازمنظر توالی گاه‌نگاری و وجود نقایصی اندک در ارجاع‌دهی و نمایه پرداخته است.